# Falebas Devisthan
Falebas Devisthan – gaun wikas samiti w zachodniej części Nepalu w strefie Dhawalagiri w dystrykcie Parbat. Według nepalskiego spisu powszechnego z 2001 roku liczył on 660 gospodarstw domowych i 3308 mieszkańców (1745 kobiet i 1563 mężczyzn).